# Äußere Wendung
Die äußere Wendung ist ein Begriff aus der Geburtshilfe, der die manuelle Veränderung der Lage des Kindes in der Gebärmutter aus der Steißlage oder Querlage beschreibt. Dabei versucht ein sehr erfahrener Geburtshelfer das Kind von außen durch die Bauchdecke zu drehen. Das Kind soll in der Gebärmutter eine „Rolle“ machen, damit es von der Steiß- in die Schädellage wechselt.
Das erfordert viel Erfahrung und entsprechende Vorsicht. Die Erfolgsquote beträgt etwa 60 bis 80 %. Mögliche Komplikationen werden in der Literatur mit etwa 3 % angegeben und reichen von geringen vaginalen Blutungen über fetomaternale Transfusionen bis hin zu einem vorzeitigen Ablösen des Mutterkuchens und Nabelschnurumschlingungen mit Abfall der kindlichen Herzfrequenz.
Zur Sicherheit sollte deshalb bei jeder äußeren Wendung ein komplettes OP-Team bereitstehen. Falls es zu einer der selten beschriebenen Komplikationen kommen sollte, erfolgt sofort ein Kaiserschnitt. Deshalb sollte der Eingriff auch erst nach der abgeschlossenen 37. Schwangerschaftswoche stattfinden, da hier von einer entsprechenden Reife des Kindes auszugehen ist.